# Jacques Roujon
Jacques Roujon, né à Paris le 30 octobre 1884 et mort à Randan (Puy-de-Dôme) le 22 septembre 1971, est un journaliste français du XXe siècle, un écrivain et un historien. Il a été le rédacteur en chef ou le directeur de plusieurs périodiques, notamment dans l'entre-deux-guerres Le Nouveau Siècle et L'Ami du peuple, d'extrême droite, et Le Petit Parisien sous l'Occupation.

## Biographie

### Milieu social, études et débuts
Jacques Joseph François Roujon est le fils d'Henry Roujon, haut-fonctionnaire (directeur des beaux-arts) et écrivain, élu à l'Académie française en 1911, et de Marie Adeline Caroline Louise Reichel.
Licencié ès-lettres et en droit, il est d'abord avocat. Il épouse en 1907 Marguerite Bürgkly. Il est un temps le secrétaire de Raymond Poincaré, avocat. Sa femme meurt en 1912 à 28 ans. Il est ensuite secrétaire-rédacteur au Sénat, à partir de janvier 1912. Il devient en parallèle journaliste en entrant au quotidien parisien Le Figaro en 1912.
En juin 1914, estimant que la mémoire de son père qui venait de mourir a été diffamée par Léon Daudet dans un article de L'Action française, Roujon provoque Daudet en duel et le blesse légèrement à l'avant-bras avec son épée,.

### Première Guerre mondiale
Mobilisé en 1914 comme simple soldat au 152e régiment d'infanterie, il combat au front jusqu'en janvier 1915, dans les Vosges, puis sur l'Ourcq et l'Aisne. Evacué pour hémoptysie, il est versé en 1916 dans les services auxiliaires après 15 mois passés à l'hôpital,. Il relate son expérience de la guerre dans Carnet de route (mai 1916),, d'abord publié en feuilleton dans le Figaro entre février et avril 1916. Jean Norton Cru juge qu'il s'agit d'un « excellent journal, fidèle, sincère (...) un des bons témoignages, trop rares, venant de simples soldats », marqué par « un humour naturel qui ne force pas le trait ». Il signale la coopération entre « un écrivain et un illustrateur » (Carlos-Reymond), tous deux soldats dans la même unité.

### Entre-deux-guerres
Il redevient journaliste au Figaro à partir de 1916 mais sa signature apparaît peu alors qu'il signe des articles en 1919 dans le quotidien L'Éclair. Il est chargé de la rubrique de la politique étrangère du Figaro en juin 1920, succédant à Raymond Recouly. Ses articles sont dès lors cités par ses confrères dans leurs revues de presse. Il collabore aussi à deux autres quotidiens, le Journal des débats et Le Temps.
Il épouse Jeanne Vallier en 1920.
En 1922, le très riche parfumeur François Coty rachète Le Figaro. Le rédacteur en chef de ce journal, Louis Latzarus, s'en offusque à la une du quotidien en février 1922 et annonce que Coty exige son départ et celui de Roujon qui « a eu le tort d'être trop méprisant pour les patrons politiques de M. Coty ». La signature de Roujon disparait du journal le mois suivant.
Il rejoint à nouveau L'Éclair en mars 1922. Qu'il quitte pour prendre le poste en octobre 1922 de rédacteur en chef d'un ancien quotidien qui avait cessé de paraitre en août et vient de paraître à nouveau, La République française,. Comme d'autres journalistes, il reçoit la croix de chevalier de la Légion d'honneur en 1923 dans la promotion du ministère des affaires étrangères. Un journal de gauche les présente comme des thuriféraires de la politique étrangère de Raymond Poincaré, allemande notamment. Début 1924, il rejoint en parallèle un autre journal, un hebdomadaire cette fois, La Volonté nationale, du sénateur et industriel Pierre Brangier, qui siège au Sénat dans un groupe du centre-droit tandis que La République française cesse de paraître en juillet.
Après avoir publié en 1919 un roman décrivant l'univers d'un riche homme d'affaires, propriétaire d'un grand magasin, il publie un essai sur Anatole France (1925), un ami de son père, et qu'il a connu, après avoir publié l'année précédente des articles sur cet écrivain dans des revues (La Revue hebdomadaire, La Revue universelle) ou des quotidiens (Le Temps). Il est élu sociétaire de la Société des gens de lettres en 1925.
En février 1925, il fait partie de l'équipe formée autour de Georges Valois qui lance l'hebdomadaire Le Nouveau Siècle. Valois écrit dans son livre L'Homme contre l'argent : souvenirs de dix ans (1918-1928) : « Des négociations avec le sénateur Brangier (...) n'avaient pas donné de résultat, sinon que nous avions pris des engagements à l'égard de Jacques Roujon et de son équipe de journalistes, qui se trouvait sans journal du fait que Brangier ne continuait pas l'entreprise de presse qu'il avait commencée ». Roujon est le rédacteur en chef de ce périodique qui se réclame du fascisme, et rompt avec l'Action française de Maurras. Il est aussi l'un des actionnaires originels de la société exploitant ce périodique, qui devient un quotidien en décembre 1925, celui du Faisceau. Ses articles portent sur la politique étrangère.
L'expérience tourne court assez vite et Roujon quitte le journal en 1927, avant sa disparition en avril 1928. Il se met au service de François Coty en devenant directeur et rédacteur en chef de son quotidien destiné aux milieux populaires, L'Ami du peuple, autre journal d'extrême droite fondé en 1928,. Il est aussi administrateur de la société exploitant ce journal, dès ses débuts. L'Ami du peuple a une ligne éditoriale nationaliste, anti-allemande, anticommuniste, xénophobe, et antisémite en 1932.
Il fait savoir en 1929 qu'il a démissionné de son emploi de secrétaire-rédacteur au Sénat le 3 juin 1929, démission acceptée le 16 juin. C'est que des journaux signalaient cet emploi alors que Roujon travaillait pour des journaux antiparlementaires, Le Nouveau siècle puis L'Ami du peuple. Charles Maurras et d'autres rédacteurs de L'Action française l'ont notamment souligné en s'en prenant à Roujon, dans le contexte de leur conflit avec Coty, qui avait financé l'AF avant 1928. Georges Valois intervient dans cette polémique, souligne que Roujon l'attaque « au milieu de ses ripostes à Maurras » et affirme qu'il avait accueilli Roujon au Nouveau siècle en 1924, « sur l'avis plus que favorable de Charles Maurras en personne ». C'est dans le cabinet de Maurras qu'il aurait rencontré Roujon pour la première fois. Alors qu'il était en conflit avec Coty, il souligne aussi que Roujon, en 1927, « avec deux autres collaborateurs du Nouveau siècle, alla offrir ses services à Coty pour fonder un nouveau journal, ceci à mon insu ». Il aurait voulu en outre que Valois lui verse une indemnité à son départ. Roujon qualifie Valois de « politicien ridicule », de « polichinelle en chemise bleue ».
Il s'intéresse en parallèle à l'histoire, publiant quelques livres destinés au grand public cultivé intéressé surtout par les biographies historiques. Ses ouvrages appartiennent au genre académique. Il se fait le biographe de Danton tout d'abord, puis d'un ministre de Louis XIV, Louvois, et de Marie-Louise-Élisabeth d'Orléans, fille de Philippe d'Orléans (1674-1723).
Il reste rédacteur en chef de L'Ami du peuple lorsque Coty en perd le contrôle, en décembre 1933. Il occupe encore cette fonction en février 1935, alors que le journal se présente désormais comme « l'organe officiel du Front national et de la Solidarité française ». Il devient ensuite l'un des rédacteurs en chef du quotidien Le Matin à partir de 1935 et son chef des services étrangers. Les autres rédacteurs en chef sont notamment Philippe Barrès, autre ancien du Nouveau siècle, qui démissionne en 1938, et Stéphane Lauzanne. La ligne éditoriale de ce journal se radicalise dans les années 1930. Anticommuniste et pacifiste, Le Matin est favorable à un accord avec l'Allemagne d'Hitler. Roujon est promu officier de la Légion d'honneur en 1938.

### Seconde Guerre mondiale: journaliste collaborationniste
Après la défaite de 1940, sous l'Occupation, il reste un temps rédacteur en chef du Matin qui reparaît rapidement. Il est corédacteur en chef aux côtés de Jean Luchaire,. Il y rédige des articles « de tendance vichyssoise ». Il dénonce la propagande britannique et les « anglomanes » et vante la collaboration franco-allemande. Il rejoint ensuite un autre quotidien parisien collaborationniste, Le Petit Parisien, en mars 1941,. Il en est le directeur général à l'instigation des Allemands et il est chargé de son animation politique avec Claude Jeantet et André Algarron. Il rédige ainsi des éditoriaux. Il est aussi vice-président du groupement corporatif de la presse parisienne, présidé par Luchaire,.
Jacques Benoist-Méchin évoque le Petit Parisien et Roujon dans ses mémoires, lorsqu'il évoque sa déclaration martiale publiée dans ce journal le 16 novembre 1942, au lendemain du débarquement anglo-américain en Afrique du Nord : il entendait pousser le gouvernement de Pierre Laval, qui l'avait exclu de ce gouvernement en septembre, à réagir, à « mener la guerre contre l'agresseur et traquer impitoyablement ses complices à l'intérieur ». Son texte est paru contre l'avis de l'ambassade allemande, qui voulait faire interdire sa publication, selon Benoist-Méchin, mais avec le soutien des autorités militaires allemandes qui autorisent sa publication. Il aurait déchaîné la colère de Laval qui aurait ordonné à Fernand de Brinon de menacer de suspendre le quotidien pour 15 jours. Mais Roujon, convoqué, aurait répondu « courageusement » à ce dernier que le texte reflétait les convictions des milieux collaborationnistes parisiens et qu'il avait le soutien des Allemands, ce qui « coupa court à la discussion (...) Le Petit Parisien ne fut pas inquiété »,.
Il participe en 1942 à Paris à un meeting présidé par Marcel Déat consacré à la Légion des volontaires français contre le bolchevisme (LVF) avec Jacques Doriot, de retour du front de l'Est, en vedette. Il signe le Manifeste des intellectuels français contre les crimes britanniques lancé par le Parti populaire français (PPF) en 1942. Au lendemain de l'exécution de Philippe Henriot par des résistants, il cosigne en juillet 1944 la « déclaration commune sur la situation politique » aux côtés de ténors de la Collaboration et d'autres journalistes collaborationnistes. Cette pétition critique Pierre Laval et son gouvernement, jugés trop attentistes, réclame le retour à Paris d’un gouvernement élargi « par l’entrée des éléments indiscutables » (c'est-à-dire des partisans les plus convaincus d'une Collaboration franco-allemande) et des « sanctions sévères, allant jusqu’à la peine capitale, à l’égard de tous ceux dont l’action encourage la guerre civile ou compromettrait la position européenne de la France ». Elle a été rédigée par Dominique Sordet et Georges Albertini,,.
Il continue à publier sous l'Occupation sur des personnalités du XVIIe siècle, considérant que ce siècle « symbolise la perfection politique », ce qui le range dans la catégorie des historiens conservateurs,. Il évoque ce siècle dans quelques articles, dans Le Petit Parisien mais aussi dans Je suis partout, autre périodique collaborationniste dans lequel il écrit aussi sur Mallarmé, Anatole France, le personnage de D'Artagnan et l'anachronisme au théâtre. Son Louis XIV, en deux volumes (1943), est publié par les éditions du Livre moderne, une maison d'éditions aryanisée contrôlée par des Allemands qui ont repris Ferenczi & fils.

### Exil en Suisse et retour en France
À la Libération, Roujon se cache sous un nom d'emprunt puis gagne la Suisse en 1947 car il ne tient pas à être condamné en justice par les tribunaux de l'épuration. Le Ministère public suisse lui accorde un statut provisoire de réfugié politique et il est autorisé à donner des cours dans une école privée à Montreux.
En juin 1948, il est condamné en France par la Cour de justice de la Seine, par contumace, à la réclusion perpétuelle, à la dégradation nationale et à la confiscation de ses biens,,. Il revient en France en mai 1953 alors qu'une seconde loi d'amnistie est en discussion au Parlement. Défendu par Jacques Isorni, il est jugé à 70 ans, le 31 mai 1954 par le tribunal permanent des forces armées de Paris. Il est condamné à 5 ans de prison mais il est déclaré immédiatement amnistié en vertu de la loi du 6 août 1953. Son procès aborde la pétition de 1944, qu'il attribue à Sordet et dont il nie avoir lu le texte, et ses articles, qu'il justifie par sa conviction de la victoire de l'Allemagne et qu'il était de l'intérêt de la France d'être du côté allemand. Il affirme avoir ignoré les « atrocités qui se commettaient dans les camps » nazis. Des journalistes déplorent l'indulgence du président et du commissaire du gouvernement ainsi que le verdict. La chroniqueuse judiciaire Madeleine Jacob le présente comme un intellectuel, à ranger dans la catégorie des « imbéciles instruits »,.
Il poursuit la publication de livres d'histoire, faisant paraitre en 1958 un livre sur Louis de Rouvroy de Saint-Simon, qui reçoit en 1959 le prix Thérouanne de l'Académie française.
Il meurt le 6 septembre 1964 à Paris selon son dossier de la Légion d'honneur ou bien le 22 septembre 1971 à Randan dans le Puy-de-Dôme selon la notice de la BNF, qui cite la date et le lieu de décès en report marginal de l'état-civil.

## Publications
- Carnet de route (août 1914-janvier 1915), Plon, 1916, préface de Robert de Flers ; croquis de Carlos-Reymond
- Un Homme si riche, Payot, 1919 (roman), réédité en 1926 par la Nouvelle Librairie nationale
- La Vie et les opinions d'Anatole France, Plon, 1925, 277 p.
- Ce bon Monsieur Danton, Plon, 1929, 377 p.
- Louvois et son maître, Grasset, 1933, 406 p.[77]
- La Fille du Régent, Grasset, 1935, 269 p.
- Conti, l'ennemi de Louis XIV, Fayard, 1941 (Lire le début en ligne)[78]
- Louis XIV, éditions du Livre moderne, 1943
- Le Duc de Saint-Simon, 1675-1755, Dominique Wapler, 1958, 751 p.

## Décorations
- Chevalier de la Légion d'honneur (1923)
- Officier de la Légion d'honneur (1938)